# Армашская епархия
Армашская епархия Константинопольского патриархата Армянской Апостольской церкви (арм. Հայ Առաքելական եկեղեցու Կոնստանդնուպոլսի պատրիարքության Արմաշի թեմ) — упразднённая аббатская епархия  Армянской Апостольской церкви в составе Константинопольского патриархата.

## История
В 1911 году в юрисдикцию Армашской епархии входили территории Измитского санджака и Базаркэойской казы Османской империи.
По данным на 1911 год количество верующих данной епархии Армянской Апостольской церкви — 5.000, число общин - 3.
Епархия имела 3 церкви.